# Friedrich Engelhorn

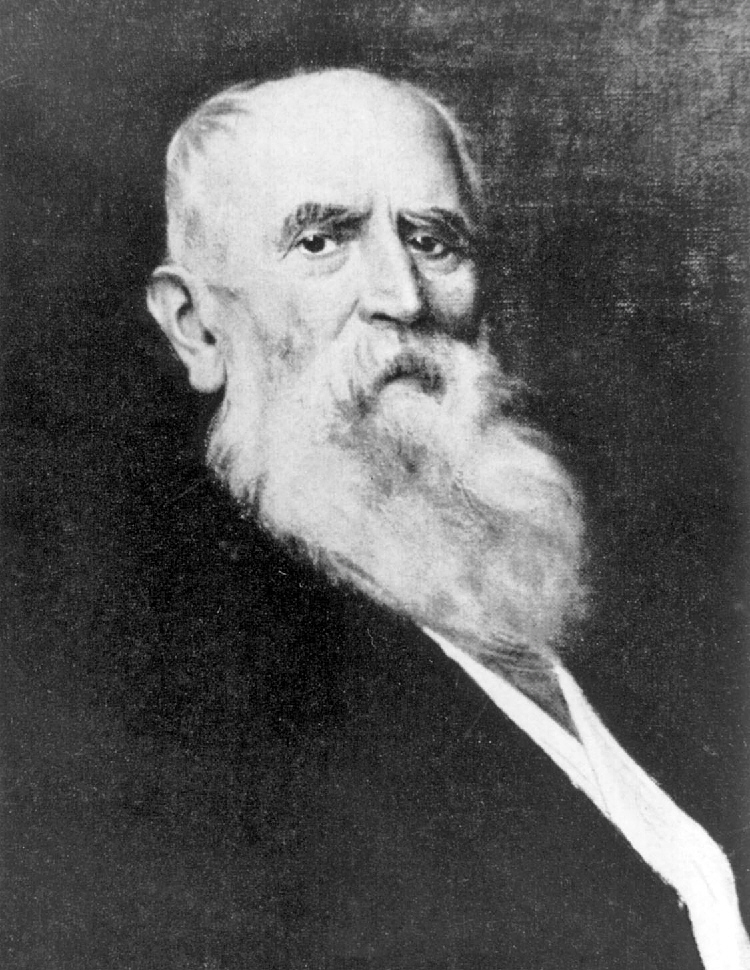
Friedrich Engelhorn

Friedrich Engelhorn (ur. 26 września 1821 w Mannheimie, zm. 11 marca 1902 również w Mannheimie) – niemiecki przedsiębiorca.
W 1865 roku założył w Mannheim przedsiębiorstwo „Badische Anilin- & Soda-Fabrik AG” (BASF).